# Anna Louise James
 Anna Louise James (* 19. Januar 1886 in Hartford, Connecticut; † 12. Dezember 1977) war eine US-amerikanische Apothekerin. Sie war die erste afroamerikanische Apothekerin in Connecticut und führte fünfzig Jahre lang die James-Apotheke in Old Saybrook, Connecticut.

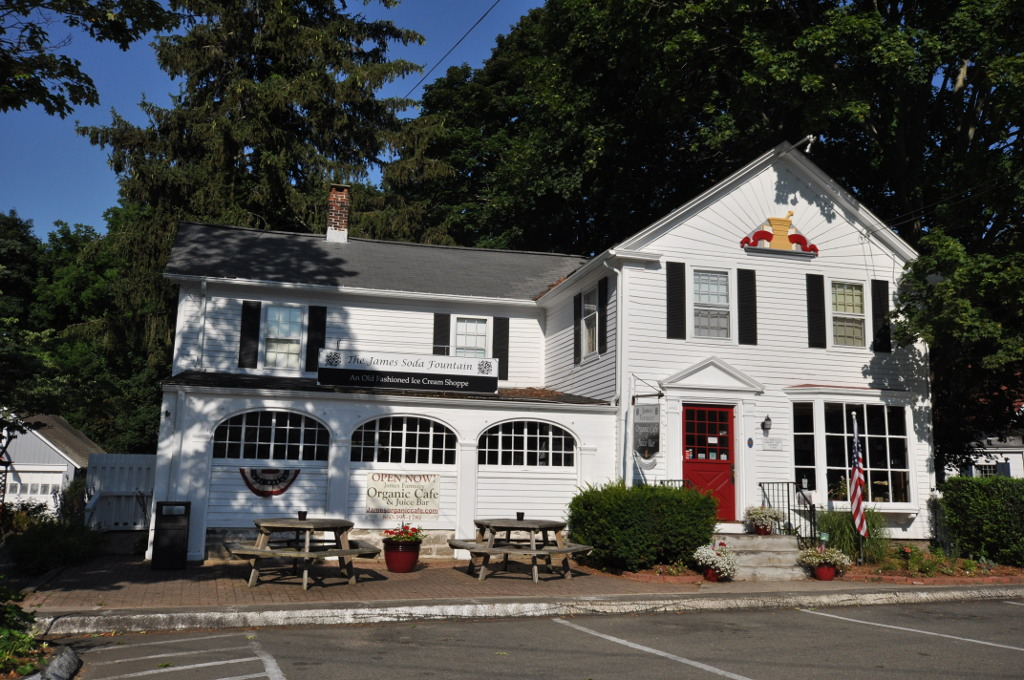
James Pharmacy in Old Saybrook. Das Gebäude wurde 1994 in das National Register of Historic Places aufgenommen

## Leben und Werk
James war das achte von elf Kindern von Anna Houston und dem Plantagensklaven Willis Samuel James, der aus Virginia nach Connecticut geflohen war. Als sie 8 Jahre alt war, starb ihre Mutter und sie wurde von ihrem Vater mit Hilfe ihrer älteren Schwester Bertha und deren Ehemann Peter Clark Lane großgezogen. 1902 nach ihrem Abschluss an der Arsenal Elementary School in Hartford, zog die Familie nach Saybrook, wo sie die örtliche High School besuchte und 1905 ihren Abschluss machte.
Sie studierte dann an dem Brooklyn College of Pharmacy und war dort 1908 die erste Afroamerikanerin, die ihren Abschluss erhielt. Danach arbeitete sie in einer Drogerie in Hartford und anschließend ab 1911 bei ihrem Schwager als Apothekerin in der Lane Pharmacy in Connecticut. Als ihr Schwager in den Ersten Weltkrieg einberufen wurde, überließ er ihr die Apotheke. Sie übernahm diese 1917 und wurde 1922 alleinige Eigentümerin. Sie nannte ihr Geschäft in James Pharmacy um und wohnte im oberen Stockwerk des Hauses. 1967 schloss sie die Apotheke, lebte aber bis zu ihrem Tod 1977 im Obergeschoss. Ihre Nichte, die Schriftstellerin Ann Petry, erhielt ebenfalls einen Abschluss am College of Pharmacy der University of Connecticut und arbeitete mehrere Jahre bei James in der Apotheke, bevor sie heiratete und nach Harlem zog. Der von ihr 1949 veröffentlichte Roman The Drug Store Cat basiert auf ihren Erinnerungen an die Arbeit bei James in der Apotheke.
Die Connecticut Pharmaceutical Association lehnte James Antrag auf Mitgliedschaft ab, weil sie eine Frau war, und schlug ihr vor, dem Frauenhilfswerk beizutreten. Nach der Verabschiedung des 19. Änderungsantrags zur Legalisierung des Frauenwahlrechts war James eine der ersten Frauen, die sich zur Abstimmung anmeldete. 1974 wurde sie von den Old Saybrook Veterans of Foreign Wars als Citizen of the Year ausgezeichnet.
In den 1990er Jahren stellte AT&T das James Pharmacy-Gebäude in einer seiner Fernsehwerbespots vor. Das Gebäude wurde auch im Rahmen eines Dokumentarfilms über die in der Region ansässige Katharine Hepburn gezeigt. 1994 wurde die James Pharmacy in das National Register of Historic Places aufgenommen.